# Вулиця Миру (Сімферополь)
Вулиця Миру (крим. Barışıq soqağı) — вулиця в Київському районі міста Сімферополь.

## Опис
Загальна протяжність вулиці становить 380 м.
Пролягає від перехрестя з вулицею Беспалова до перехрестя з вулицею Плотинна, далі йде гребля Сімферопольського водосховища.
Вулицю перетинає проспект Вернадського, на ній розташовано корпус «Свічка» Таврійського Національного Університету та сквер біля студмістечка.
Вулиця з'явилася у 1953 році, коли для будівників греблі водосховища були побудовані двоповерхові будинки, район отримав назву Стройка.

## Галерея

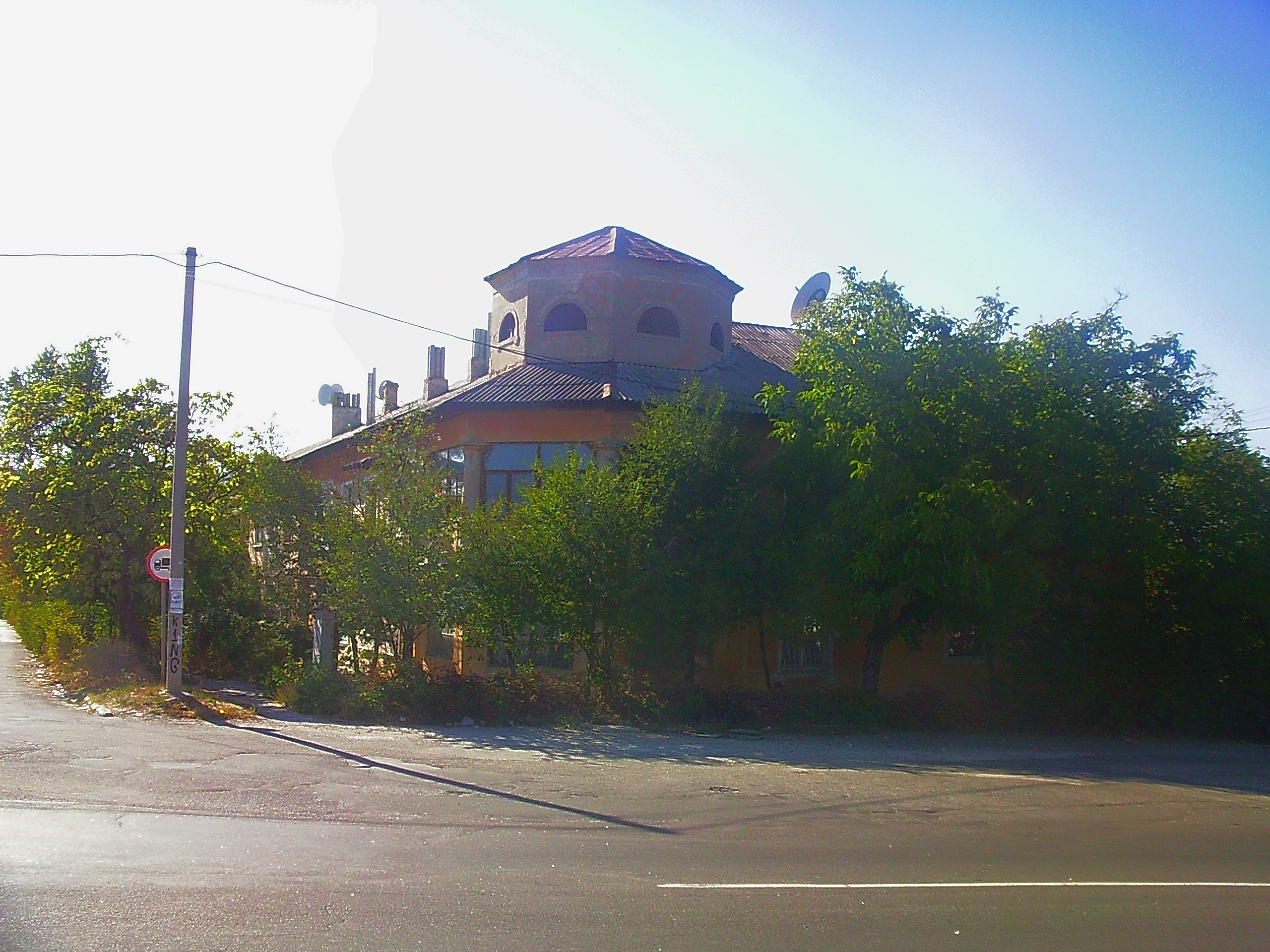
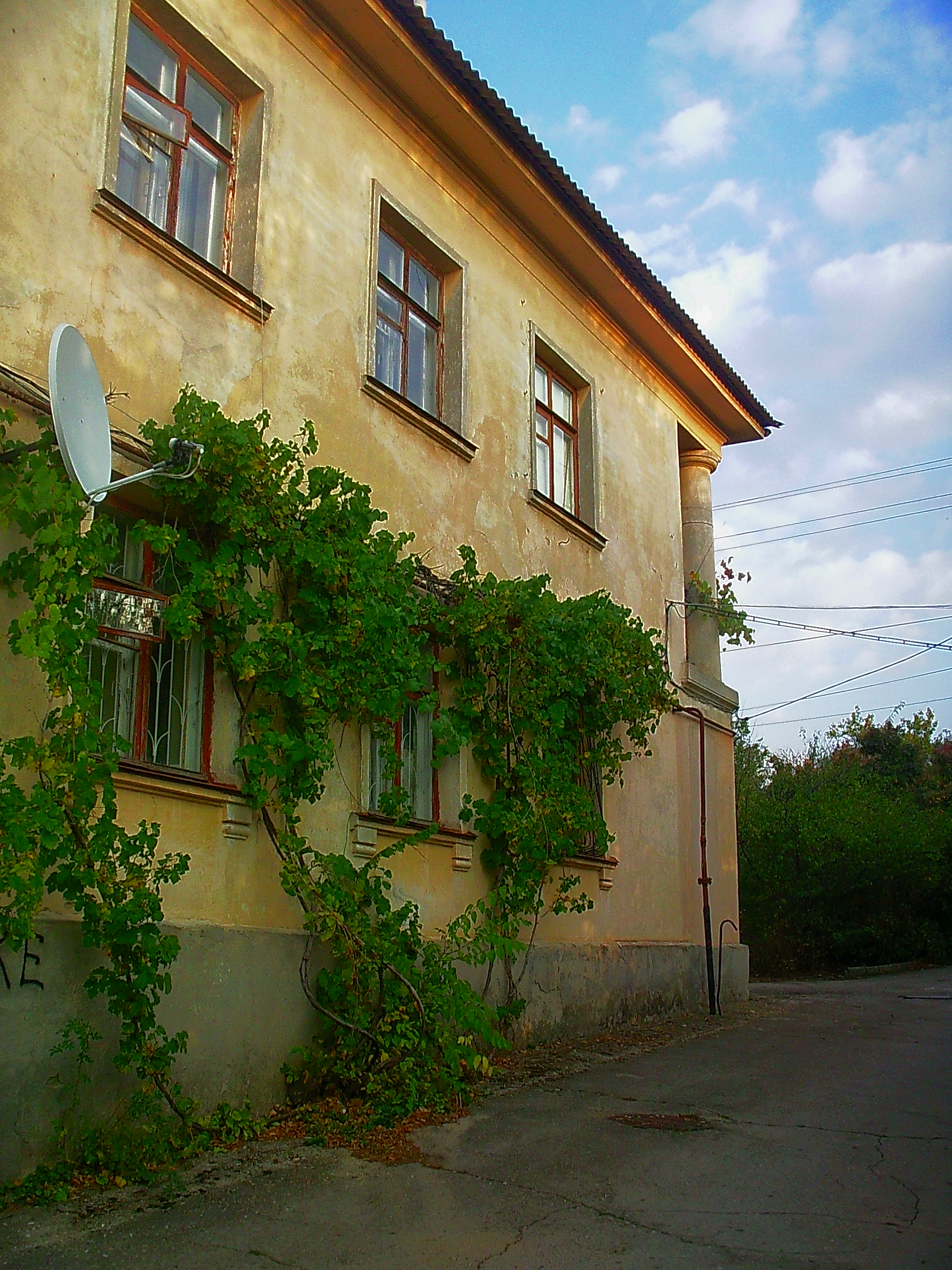
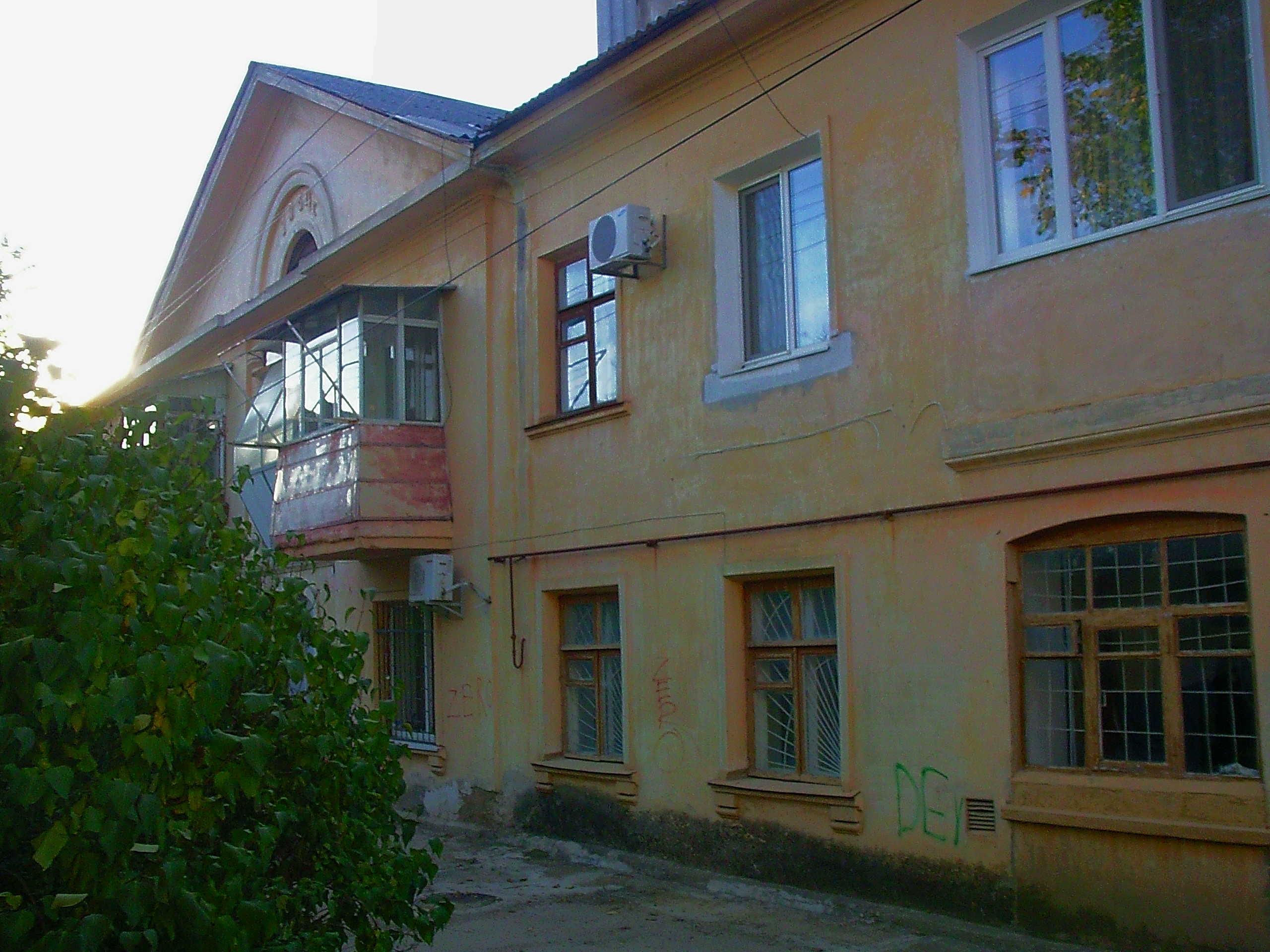
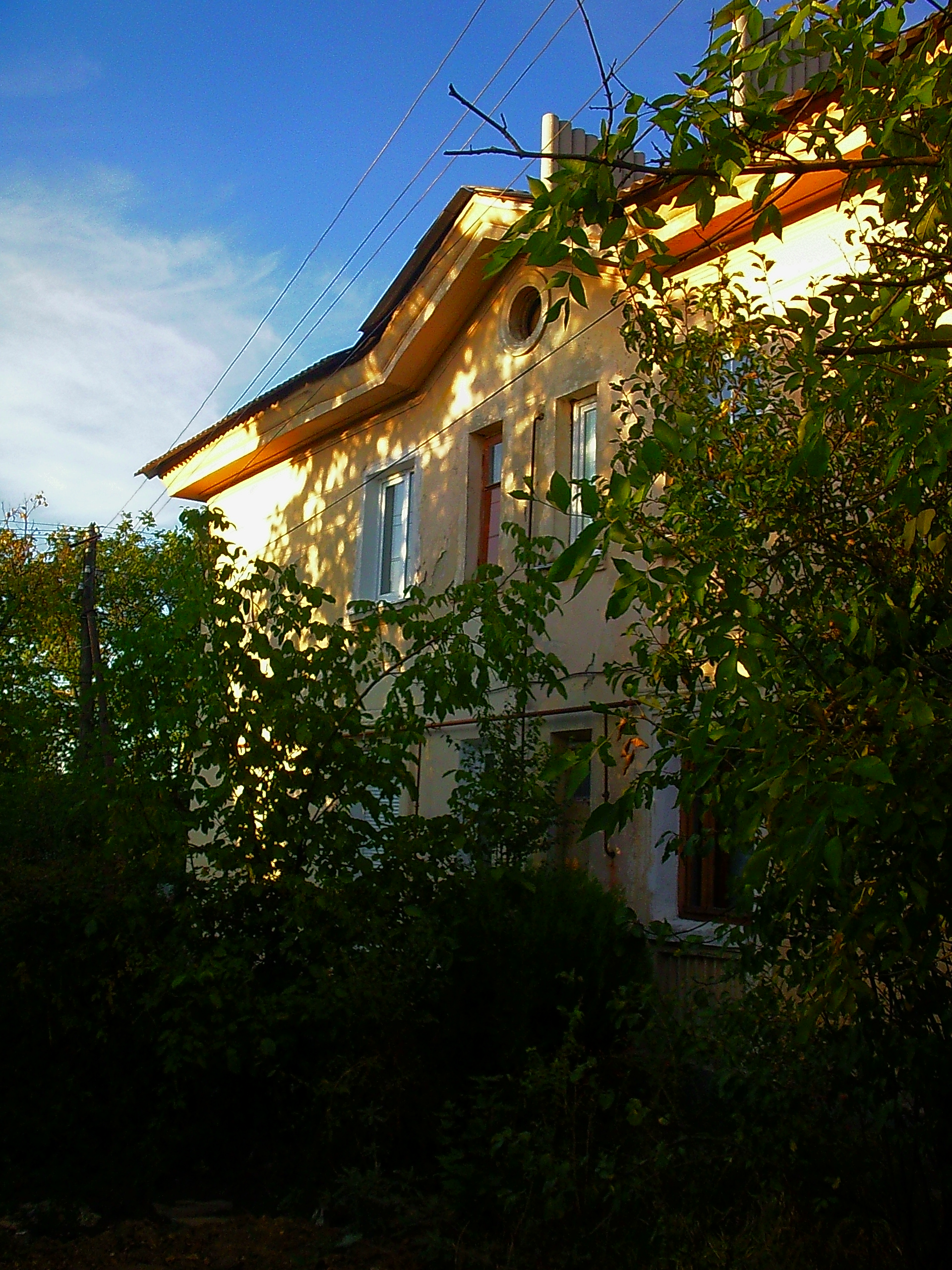
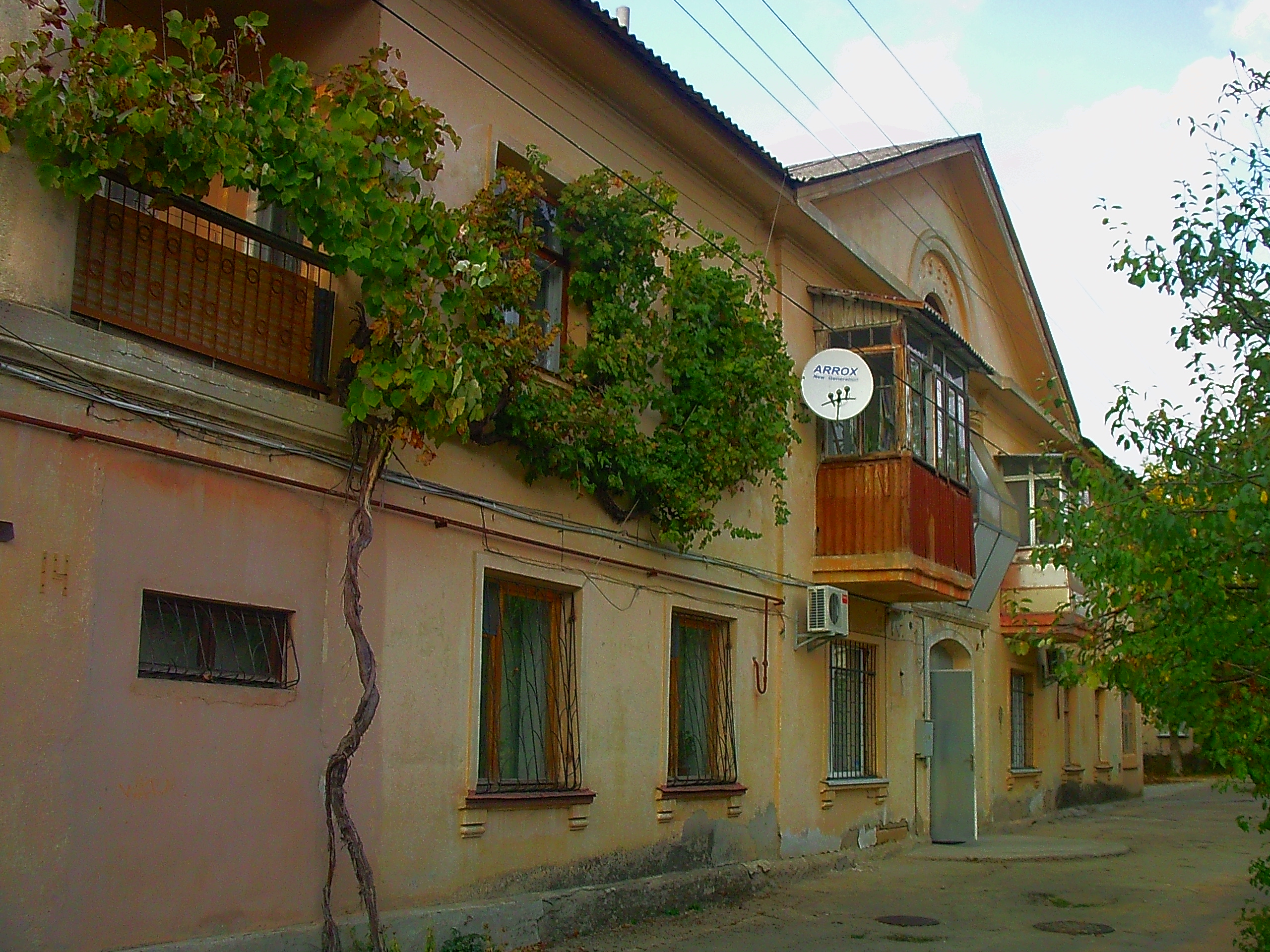
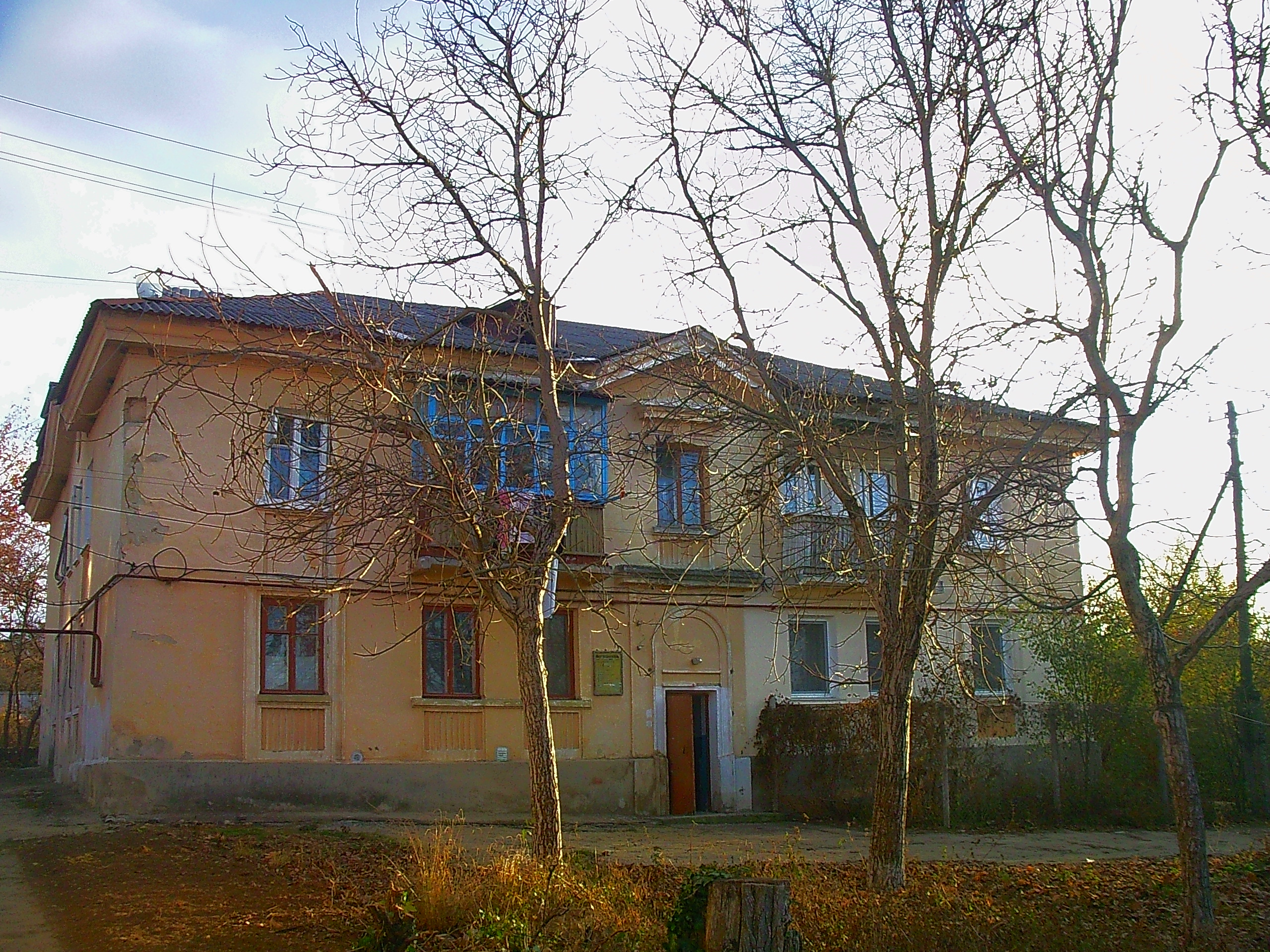
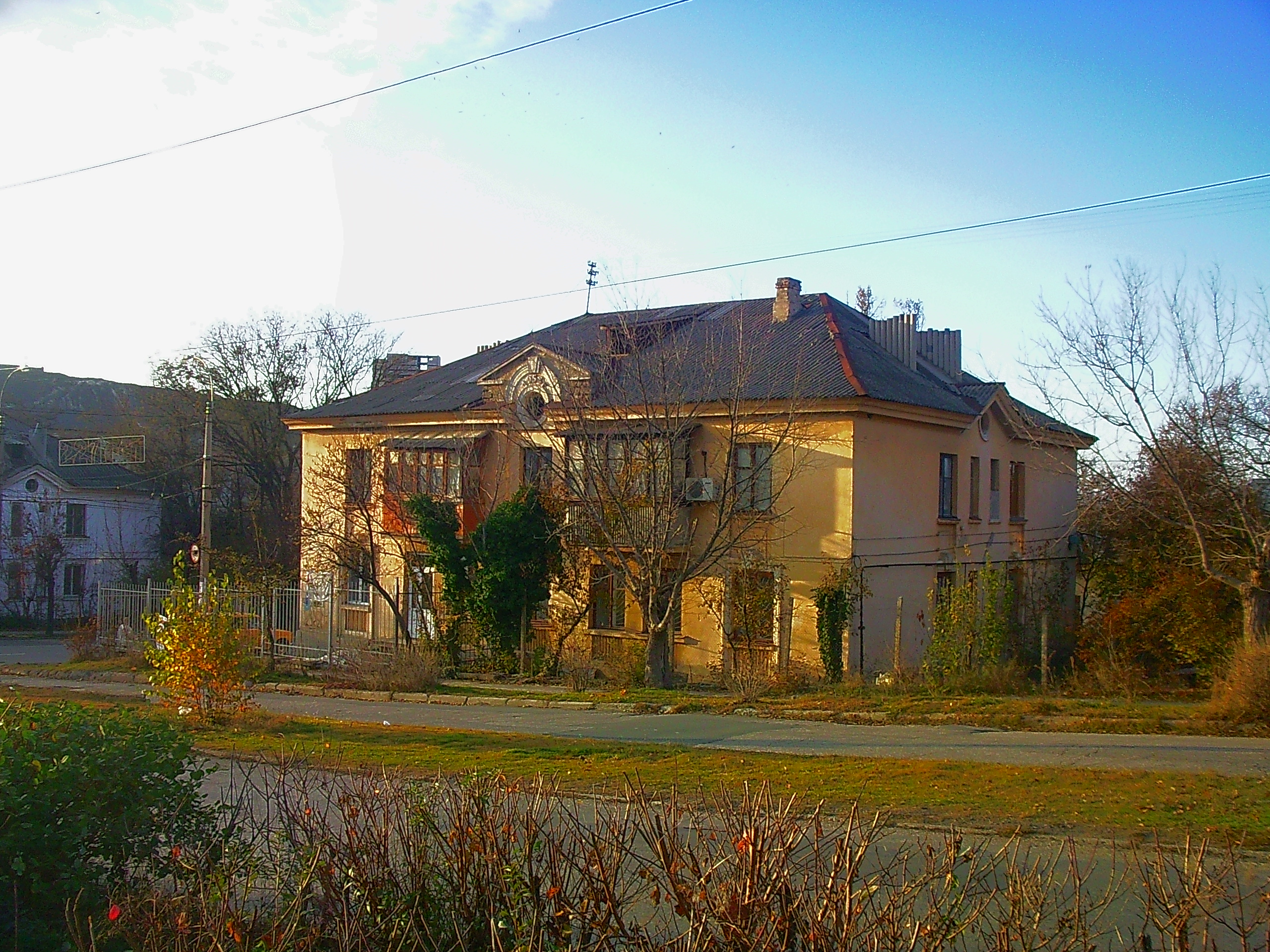
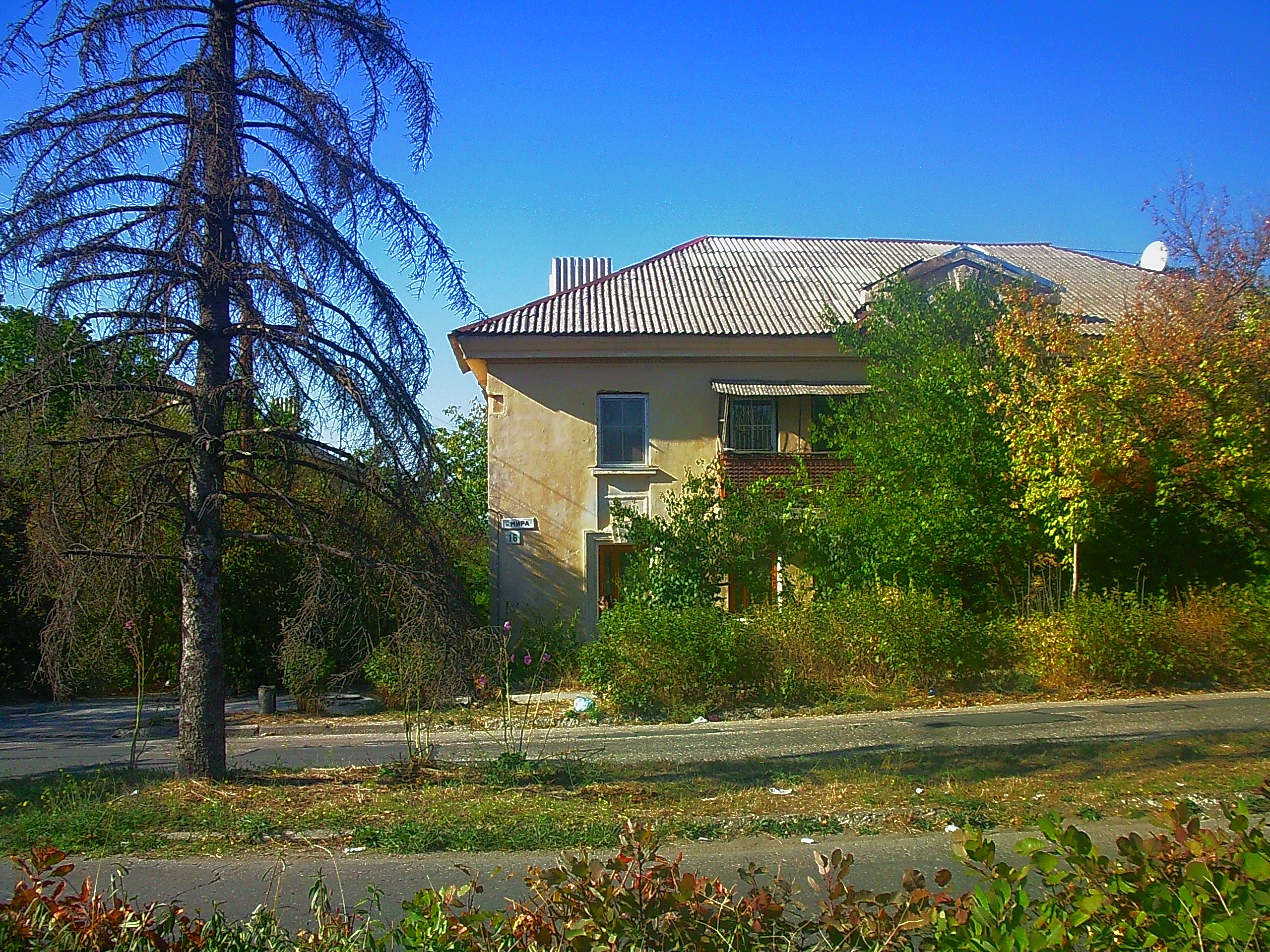
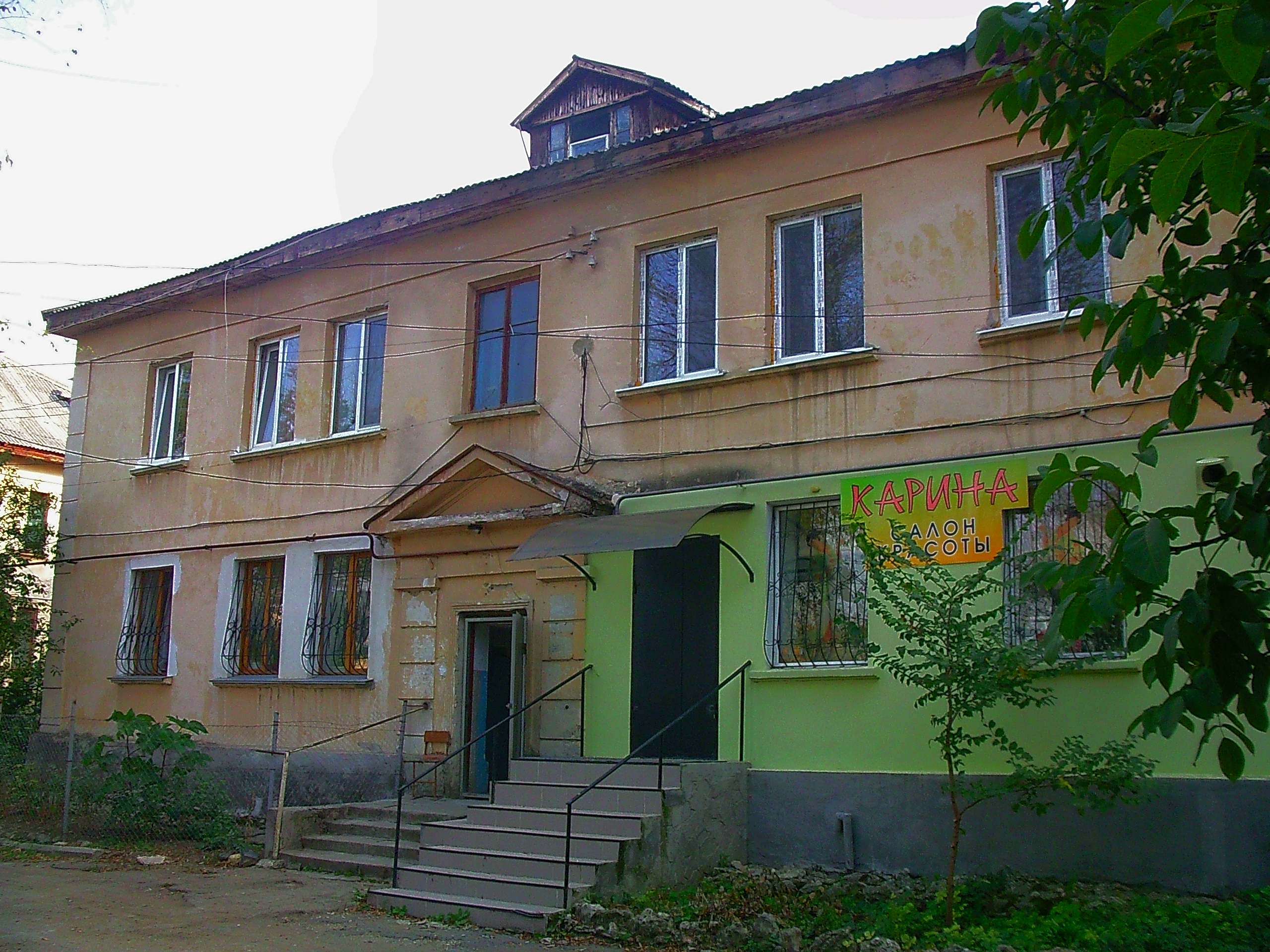
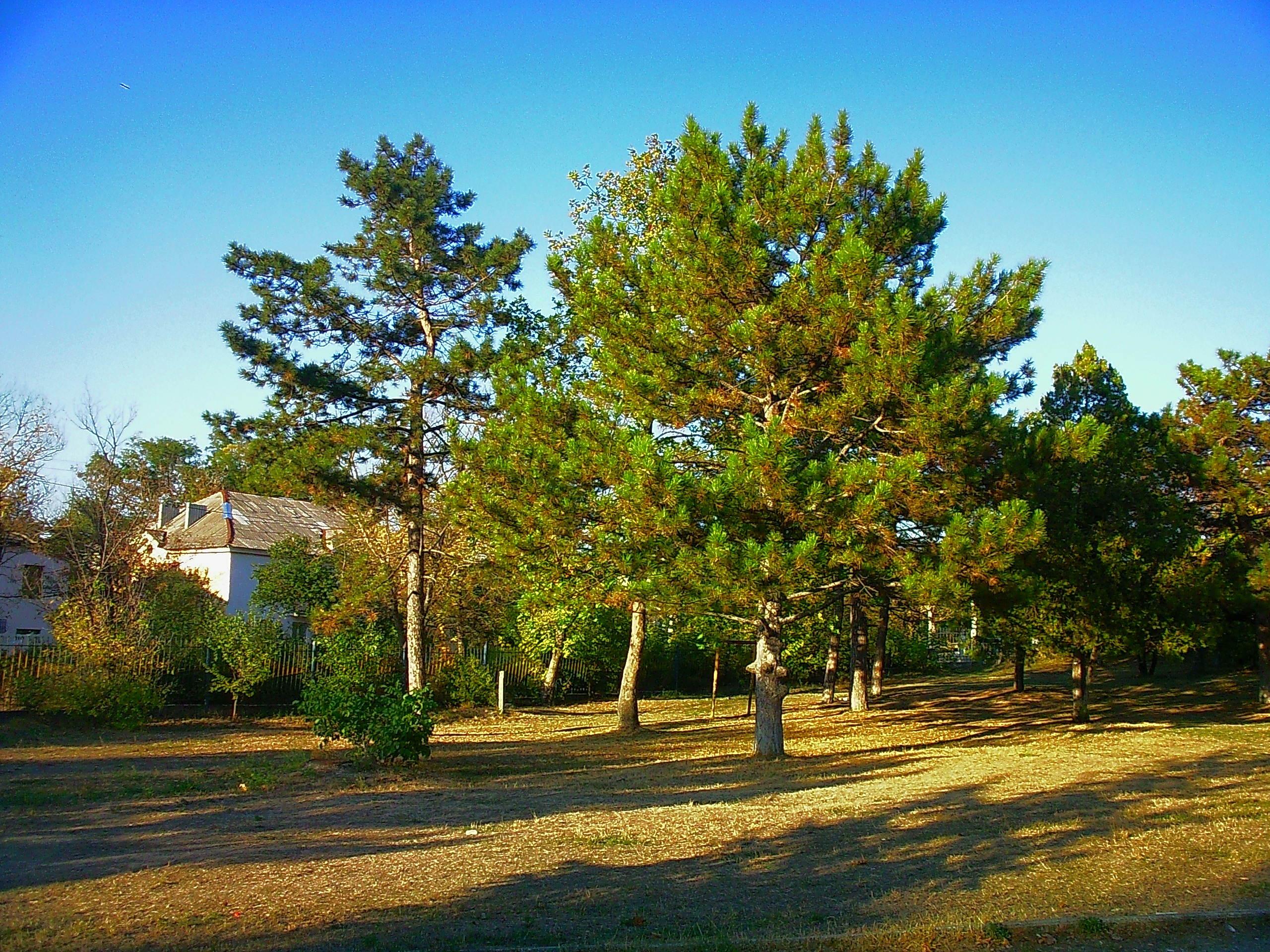

## Рекомендована література
- Поляков В. Е. Улицы Симферополя. — Симферополь: Таврида, 1994.
- В. А. Широков «Симферополь. Улицы и дома рассказывают: История Симферополя».